# Anna Kolesárová
Anna Kolesárová, född 14 juli 1928 i Vysoká nad Uhom, död 22 november 1944 i Pavlovce nad Uhom, var en slovakisk jungfru och martyr. År 1944 blev hon dödad av en sovjetisk soldat, då hon vägrade att ge sig sexuellt åt denne. Anna Kolesárová vördas som salig i Romersk-katolska kyrkan, med minnesdag den 22 november.

## Biografi
Anna Kolesárová var dotter till Ján  Kolesár och Anna Kušnírová. När Anna var omkring tio år gammal, dog hennes mor, och Anna fick ta ett stort ansvar för familjen och hushållet. I slutet av 1944 drog Röda armén in i den by där Anna Kolesárová bodde. Ortsborna hade hört om de sovjetiska soldaternas härjningar och gömde sig i källare och skyddsrum. Den 22 november blev Anna upptäckt av en sovjetisk soldat som försökte våldta henne. Hon motstod hans närmanden och slet sig loss, men blev ihjälskjuten. Hon dog "in defensum castitatis", det vill sig när hon försvarade sin jungfrudom.